# Storklyndan
Storklyndan är en arkipelag och ett gammalt fiskeläge i Brändö på Åland. Ögruppen räknas som Ålands nordligaste punkt och består av totalt 0,82 km² holmar. Avståndet till Mariehamn är 84 km.